# Wallace Willis
 (juin 2015).
Si vous disposez d'ouvrages ou d'articles de référence ou si vous connaissez des sites web de qualité traitant du thème abordé ici, merci de compléter l'article en donnant les références utiles à sa vérifiabilité et en les liant à la section « Notes et références ».
Wallace Willis était un ancien esclave indien choctaw qui fut affranchi par testament par son maitre en 1860. Il a ensuite vécu dans le Territoire indien. C'est cet ancien esclave qui en 1862 a composé le negro spiritual Swing Low, Sweet Chariot. Pour ce negro spiritual, il s'est inspiré de la rivière Rouge au Mississippi, qui lui rappelait le Jourdain, et du prophète Élie qui aurait rejoint le paradis dans un chariot.
Wallace Willis est né en 1820 et mort en 1880[réf. nécessaire]. Les lieux de naissance et de décès restent encore inconnus.